# محمد راشد
محمد راشد العتيبي، من مواليد 4 مايو 1982 في الكويت، لاعب كرة قدم كويتي سابق.
و هو يلعب مع نادي القادسية الكويتي منذ عام 2001، وفي يوم 20 نوفمبر 2004 أحرز ثلاثية في مرمى نادي الساحل الكويتي في المباراة التي انتهت 1-7 في كأس الخرافي، وقد سجل هدف في مرمى نادي باختاكور الأوزباكستاني في دوري أبطال آسيا 2006، وفي موسم 2007\2008 أعير إلى نادي الجهراء، وقد كانت قيمة الصفقة 10 آلاف دينار كويتي، ويتقاضي اللاعب أجر قدرة 700 دينار كويتي، وفي موسم 2008/2009 أعير إلى نادي النصر الكويتي لمدة موسم واحد.
في تاريخ 16 أبريل 2016 أقيم حفل اعتزاله في مباراة القادسية والكويت في منافسات الدوري الكويتي.

## إنجازاته
- الدوري الكويتي (3) : 2002/2003 و 2003/2004 و 2004/2005.
- كأس الأمير (3) : 2002/2003 و2003/2004 و2006/2007.
- كأس الخرافي (2) : 2002/2003 و 2005/2006.
- كأس ولي العهد (3) : 2003/2004 و 2004/2005 و 2005/2006.
- كأس الخليج للأندية (1) : 2005/2006.